# Tage Skou-Hansen
Tage Skou-Hansen (* 12. Februar 1925 in Fredericia; † 11. November 2015) war ein dänischer Journalist und Schriftsteller, der sowohl mit dem Kritikerprisen als auch mit dem Søren-Gyldendal-Preis ausgezeichnet wurde. Er schrieb über einen Zeitraum von mehr als vierzig Jahren die siebenbändige Romanreihe um den Ich-Erzähler Holger Mikkelsen.

## Leben
Skou-Hansen, Sohn eines Bankdirektors, wuchs in Westjütland und später in Kolding auf. Nach dem Abitur am Marselisborg Gymnasium studierte er Literaturgeschichte und Komparatistik an der Universität Aarhus. Danach war er zunächst Redakteur der Literaturzeitschrift Heretica, die Namensgeberin für die erste Phase des dänischen Modernismus wurde, und befasste sich dabei als Literaturkritiker mit dem Ästhetizismus und der Ethik in Dichtung und Prosa. Er forderte eine breitere Berücksichtigung der Wirklichkeit. Danach war er von 1958 bis 1967 Lehrer an der Volkshochschule in Askov.

## Werk
Sein literarisches Debüt gab er 1957 mit De nøgne træer, einem Roman um eine Sabotage der dänischen Widerstandsbewegung während der deutschen Besatzung, der 1991 verfilmt wurde. Neben der zeitgeschichtlichen Handlung kreiste der Roman auch um Leben und Lieben des Ich-Erzählers Holger Mikkelsen. Auch die nachfolgenden Holger-Mikkelsen-Romane Dagstjernen (1962) und På den anden side (1965) befassten sich mit den Themen Schuld und Verantwortung. Zu dieser Reihe gehörten die Novelle Tredje halvleg (1971) sowie die Romane Medløberen (1973) und Den hårde frugt (1977), für den er 1977 den Kritikerprisen und 1979 den Søren-Gyldendal-Preis erhielt. Die Romanreihe um Holger Mikkelsen fand ihre Fortsetzung mit den Büchern Over stregen (1980), På sidelinjen (1996) sowie abschließend Frit løb (2000). In der seit 1957 entstandenen siebenbändigen Holger-Mikkelsen-Reihe gelang ihm durch einen Wechsel von Handlung, Dialog und essayistischer Darstellung ein umfassendes Porträt eines liberalen, aber vorsichtigen Mannes und dessen Leben, insbesondere im Verhältnis zu seiner Geliebten Gerda und deren eigenen Problemen.
In zahlreichen seiner Werke verarbeitete er eigene Erfahrungen wie seine Erlebnisse während des Zweiten Weltkrieges, die er mit seinen späteren Kenntnissen verband. Diese eigenen primären Erfahrungen setzte er in Beziehung zu den Gedanken über Existenz und Ethik von anderen wie Martin A. Hansen und K. E. Løgstrup sowie seinem Engagement in Politik und Gesellschaft. Dies führte zum Verfassen von Essaysammlungen wie Det midlertidige fællesskab (1969) und Den forbandede utopi (1995), in denen er eine kritische Betrachtung der Beziehungen zwischen dem Einzelnen und anderen Individuen aus sozialer und politischer Sichtweise vornahm. Diese analytische Perspektive brachte ihn zur Gestaltung einer Romanform, die die Gewichtung des Erzählers auf persönliche Reflexionen aus der Vergangenheit legte, die er jedoch stets mit einer realistischen Situationsschilderung und einer spiegelnden Symbolik verband.
Skou-Hansen, der 1982 Mitglied der Dänischen Akademie wurde, verfasste eine weitere Romanreihe mit dem Titel Det runde bord, zu der die Einzelbände Springet (1986), Krukken og stenen (1987), Det andet slag (1989) und Sidste sommer (1991) gehören. Darin ging es um eine Gruppe von Menschen, die alle ihre Beziehung zum Dichter Axel betrachten, der nach seinem Beitritt zur deutschen Wehrmacht den Tod fand. Skou-Hansen spiegelt durch die Charaktere das Spannungsfeld zwischen Lebenschancen und Lebensentscheidungen, wobei er auch soziale Geschichte und eine „alltägliche Metaphysik“ einbezieht.

## Auszeichnungen
- 1977 Kritikerprisen
- 1978 Großer Preis der Dänischen Akademie
- 1979 Søren-Gyldendal-Preis

## Veröffentlichungen (Deutsch)
- Leidenschaften, Roman (Originaltitel De nøgne traeer, übersetzt von Udo Birkholz), Verlag Volk und Welt, Berlin 1964, DNB 454732635.
- Über den Strich, Roman (Originaltitel Over stregen, übersetzt von Ruth Schöbling), Verlag Volk und Welt, Berlin 1984, DNB 850305942.